# Kincsesbánya, Fejér
Kincsesbánya  este un sat în districtul Mór, județul Fejér, Ungaria, având o populație de 1.502 locuitori (2011). 

## Demografie
Componența etnică a satului Kincsesbánya
     Maghiari (97,88%)
     Germani (1,46%)
     Necunoscut (0,37%)
     Romi (0,29%)
     Alții (0,37%)
Componența confesională a satului Kincsesbánya
     Romano-catolici (33,02%)
     Fără religie (26,63%)
     Reformați (9,12%)
     Luterani (1,26%)
     Atei (1,2%)
     Necunoscută (28,3%)
     Greco-catolici (0,47%)
     Alte religii (0,33%)
Conform recensământului din 2011, satul Kincsesbánya avea 1.502 locuitori. Din punct de vedere etnic, majoritatea locuitorilor (97,88%) erau maghiari, cu o minoritate de germani (1,46%). Apartenența etnică nu este cunoscută în cazul a 0,37% din locuitori. Nu există o religie majoritară, locuitorii fiind romano-catolici (33,02%), persoane fără religie (26,63%), reformați (9,12%), luterani (1,26%) și atei (1,2%). Pentru 28,3% din locuitori nu este cunoscută apartenența confesională.